# Stefan Köster

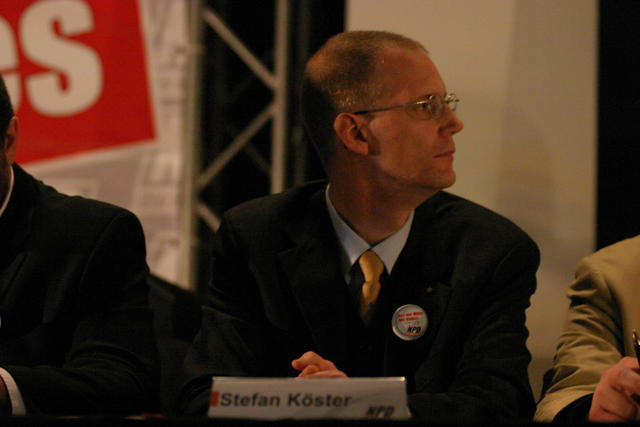
Stefan Köster beim NPD-Bundesparteitag 2006

Stefan Köster (* 11. Dezember 1973 in Dortmund) ist ein deutscher Politiker der NPD (heute: Die Heimat) und Neonazi-Kader. Er ist seit 2017 Bundesschatzmeister seiner Partei und seit 2004 Landesvorsitzender seines Partei-Landesverbandes Mecklenburg-Vorpommern. Köster war von 2006 bis 2016 Mitglied des Landtages von Mecklenburg-Vorpommern. Er gehörte der 1994 verbotenen rechtsextremen Wiking-Jugend an, die in der Nachfolge der Hitler-Jugend und des Bundes Deutscher Mädel agierte. 

## Ausbildung
Nach der Fachoberschulreife 1990 absolvierte Köster bis 1993 eine Ausbildung zum Versicherungskaufmann und war anschließend bis 2005 als Risikoprüfer im Innendienst einer Versicherung tätig. Daneben bildete er sich von 1994 bis 1997 zum Betriebswirt (VWA) weiter. Seit 2006 ist Köster als selbständiger Werbe- und Verwaltungsberater tätig.

## Parteikarriere und Teilnahme an Wahlen
Kösters Vater Manfred Köster war langjähriger Funktionär des Dortmunder NPD-Kreisverbandes und bei der Bundestagswahl 1990 Direktkandidat für den Bundestagswahlkreis Dortmund II. Stefan Köster ist im westmecklenburgischen Pätow ansässig und war mehrere Jahre  als Pressesprecher des NPD-Landesverbandes Mecklenburg-Vorpommern tätig. Nach dem Tod des NPD-Anwalts und Landesvorsitzenden Hans Günter Eisenecker am 29. November 2003 übernahm Köster Anfang 2004 die Leitung des Landesverbandes Mecklenburg-Vorpommern und rückte als Bundesgeschäftsführer in den Bundesvorstand der Partei auf. Nach den Kommunalwahlen im Juni 2004 saß er für die NPD als Abgeordneter im Kreistag von Ludwigslust und anschließend in dem des aus diesem hervorgegangenen Kreises Ludwigslust-Parchim, dem er bis heute angehört. 
Zur Bundestagswahl 2005 trat Köster für die NPD als Direktkandidat im Wahlkreis Schwerin-Ludwigslust an und erlangte 8,6 Prozent der Stimmen. Aufgrund eines laufenden Ermittlungsverfahrens wegen schwerer Körperverletzung verzichtete er zunächst für die Landtagswahl 2006 in Mecklenburg-Vorpommern auf die Spitzenkandidatur. Da jedoch die Deutsche Volksunion (DVU) auf die Plätze, die ihr wegen der Wahlabsprachen zugesichert waren, verzichtete, kandidierte er doch noch, trat auf Listenplatz 4 an und zog am 17. September 2006 in den Landtag von Mecklenburg-Vorpommern ein. Am 4. September 2011 gelang Köster auf Listenplatz 4 mit der NPD der erneute Einzug in den Landtag. Bei der folgenden Landtagswahl vom September 2016 verfehlte seine Partei den abermaligen Einzug in das Landesparlament von Mecklenburg-Vorpommern.

## Verurteilungen
Nachdem bei einer Wahlkampfveranstaltung am 4. Dezember 2004 im Rahmen des NPD-Landtagswahlkampfes in Steinburg bei Itzehoe (Schleswig-Holstein) linke Demonstranten das Lokal, in dem die NPD-Parteitagsmitglieder tagten, sowie die davor stehenden Autos mit Steinen beworfen hatten, griffen leitende NPD-Funktionäre, unter anderem Stefan Köster, zusammen mit jüngeren Rechtsextremisten die Demonstranten tätlich an. Köster und zwei weitere Männer traktierten eine Demonstrantin mit Fußtritten und verletzten sie.
Durch die Erringung des Landtagsmandates in Mecklenburg-Vorpommern stand Köster unter dem Schutz der Immunität. Am 19. Oktober 2006 hob der Landtag von Mecklenburg-Vorpommern einstimmig die Immunität des NPD-Abgeordneten auf.
Ingo Stawitz und die zwei Mitangeklagten wurden 2007 vom Landgericht Itzehoe wegen gemeinschaftlicher gefährlicher Körperverletzung zu Geldstrafen in Höhe von jeweils 90 Tagessätzen verurteilt. Nachdem Köster im Berufungsverfahren die Tat gestanden und die Verteidigung ihr Rechtsmittel gegen die Verurteilung auf das Strafmaß reduziert hatte, wurde dieses im Gegenzug auf 90 Tagessätze beschränkt und Köster wegen gemeinschaftlicher gefährlicher Körperverletzung zur Zahlung von 5.400 Euro verurteilt.